# Novofundlandec
Novofundlandec (angleško Newfoundland) je pasma psov, ki izvira z otoka Nova Fundlandija. Uživa v plavanju in v vodi nasploh ter ima naraven nagon za prinašanje. Zato so ga že zgodaj začeli uporabljati za reševanje ljudi iz vode. Je eden najmočnejših delovnih psov, zelo zvest in izjemno prilagojen življenju v družini. Kljub svoji velikosti je zelo živahen in gibčen; med hojo ali tekom se lahkotno pozibava.

## Splošen videz
Novofunlandec je velik in močan pes pravokotne postave s širokimi prsmi in dokaj ravnim trebuhom. Ima mogočno glavo s kratkim, precej kvadratastim gobcem in srednje velikim stopalom. Majhne, globoko vsajene oči so temno rjave barve. Visoko nastavljeni uhlji so majhni in pobešeni. Debela, ravna in gosta, mastna in nepremočljiva krovna dlaka pokriva gosto podlako. Kožuh je lahko črn, bronast ali bel s črnimi polji. Psa s takšnim kožuhom imenujemo tudi landseer; ne smemo ga zamenjevati s pravim landseerjem, posebno evropskokontinentalno pasmo (ki je v Angliji ne priznavajo). Precej debel rep je močan odlakan in rahlo zavit; med počivanjem pobešen, med gibanjem dvignjen.

## Zgodovina
O izvoru te pasme so mnenja deljena. Po eni domnevi naj bi bil potomec psov, ki so jih v 10. stoletju pripeljali na Novo Fundlandijo Vikingi, po drugi pa naj bi bil njegov prednik planinski pirenejski pes, ki je na otok prišel z iseljenimi francoskimi ribiči. Vsekakor pa se je pasma razvila na Novi Fundlandiji, kjer so jo uporabljali za reševanje iz morja ter za vleko ribiških mrež in čolnov na kopno. V 18. stoletju so pse te pasme pripeljali v Združeno kraljestvo in Francijo, kjer so že kmalu postali najbolj priljubljeni ladijski psi. Danes jih najdemo v enotah civilne zaščite po vsem svetu.

## Slavni novofundlandci
- Eden najslavnejših lastnikov novofundlandca je bil tudi angleški pesnik lord Byron, ki je svojemu pokojnemu psu (po imenu Boatswain) zgradil nagrobnik in mu napisal pesnitev.
- Novofundlandec z imenom Jakob je nastopil tudi v priljubljenem slovenskem filmu Sreča na vrvici.